# カルメリット
カルメリット（ヘブライ語: כרמלית, 英語: Carmelit）は、イスラエル・ハイファにあるケーブルカーである。

## 概要
ハイファ市内の大部分はカルメル山北斜面に沿っていることから、高低差に適したトンネル内のケーブルカーによる交通機関を整備している。全長が約2kmで片道が約10分である。最小斜度7度、最大斜度18度。また、全線で均一の運賃であり、切符の購入に関しては、ヘブライ語と英語で記載されている自動券売機を利用する。ハイファにおいては土曜日においても公共交通機関や博物館や美術館などは開館・営業・運行していることが多いが、カルメリットは土曜日は運行していない。

## 駅一覧
| 駅名             | 駅名 | 駅間キロ | 営業キロ |
| ---------------- | ---- | -------- | -------- |
| パリ広場駅       |      | 0.0      | 0.0      |
| ソレル・ボネフ駅 |      |          |          |
| ハネビイム駅     |      |          |          |
| マサダ駅         |      |          |          |
| ビネイ・シオン駅 |      |          |          |
| ガン・ハエム駅   |      |          | 1.8      |